# Empty Room
Pour plus de détails, voir Fiche technique et Distribution.
Empty Room est un film rose japonais réalisé par Toshiki Satō, sorti en 2001.
Empty Room, Femme d'Appartement : Gémissements d'À Côté (団地妻　隣りのあえぎ | Danchi-zuma : tonari no aegi)  a été élu meilleur film de l'année lors de la cérémonie au Pink Grand Prix. Shinji Imaoka a reçu le prix du Meilleur Scénario et l'actrice Mao Nakagawa a été choisie comme Meilleure Nouvelle Actrice pour leur travail dans ce film.

## Synopsis
Le film est un récit assez sombre, rempli d'érotisme, d'un couple qui passe par des difficultés quotidiennes remplies de relations compliquées. Leurs désirs l'un pour l'autre s'estompent progressivement. Pour combler ce manque d'affection et de frustration sexuelle, la femme, Mao Nakagawa (qui a reçu le prix de meilleure actrice), passe d'un amant à un autre en essayant de combler le vide qu'elle recent tandis que son mari, qui n'a pas de travail, passe son temps dans la rue.

## Fiche technique
- Réalisation : Toshiki Satō
- Producteur : Nakato Kinukawa, Kazuhito Morita et Kyōichi Masuko
- Éditeur : Naoki Kaneko
- Acteurs : Nakagawa Mao Tsukasa Saitō
- Musique : Isao Yamada
- Langue : Japonais

## Distribution
- Mao Nakagawa
- Tsukasa Saitō
- Yumeka Sasaki
- Yuji Tajiri
- Takeshi Ito

## Sortie DVD
Le film est sorti en DVD au Japon le 25 octobre 2002. En Europe, le DVD est sorti sous le nom : Empty Room et possède le fameux box rose de la collection. En plus d'une sortie individuelle, le DVD a été inclus dans une collection 3 DVD de Toshiki Satō.

## Réactions
Considéré comme une œuvre d'art du cinéma érotique japonais, Empty Room a été très bien reçu au Japon, comme en Europe.[réf. nécessaire]